# Marinos de Néapolis
Pour les articles homonymes, voir Marinus.
Marinos de Néapolis (en grec ancien Μαρίνος ὁ Νεαπολίτης), souvent latinisé en Marinus, né vers 450 à Flavia Neapolis (Naplouse moderne) en Palestine, mort - vers 500 peut-être à Athènes en Grèce) était un philosophe néoplatonicien. Il était probablement un Samaritain, ou peut-être un Juif. Il se convertit au mode de vie grec et rejoint l'Académie à Athènes où il est l'élève de Proclus alors à la tête de l'Académie. Le commentaire de Proclus sur le mythe d'Er est dédié à Marinos.
Nous avons peu de renseignements sur sa philosophie : nous savons seulement par Damascios qu'il était d'une santé délicate et médiocrement doué.[réf. nécessaire]

## Biographie
Il est venu à Athènes à une époque où, à l'exception de Proclos, il y avait une grande pénurie d'hommes éminents à l'école néoplatonicienne. C'est pour cette raison sans doute et grâce à son zèle aussi qu’il dut d'occuper la place de Proclos à sa mort dans l'École néoplatonicienne d'Athènes en 485.[réf. nécessaire]
Pendant cette période, les professeurs de l'ancienne religion grecque ont subi de graves persécutions de la part des chrétiens et Marinos a été contraint de chercher refuge à Épidaure.
Son principal ouvrage est une biographie de Proclos, la source principale d'information sur la vie de ce dernier. La parution de la biographie est attestée par des preuves antérieures à l'année de la mort de Proclos, car Marinos y mentionne une éclipse qui se produira une année après cet événement.
Il est ensuite publié avec les œuvres de Marc Aurèle en 1559, puis republié séparément par Fabricius à Hambourg en 1700, et réédité en 1814 par Boissonade avec les corrections et les notes.
Marinos est également l'auteur d'un commentaire sur les données d'Euclide.
Quant à sa doctrine, Damascios nous apprend qu'incapable de suivre les élans de Proclos, Marinos, dans son explication du Parménide, avait abandonné la théorie des unités supérieures à l'être, pour revenir aux idées.
D'autres ouvrages philosophiques lui sont attribués, y compris des commentaires sur Aristote et sur le Philèbe. On dit qu'il a détruit le dernier, car Isidore de Gaza, son successeur, a exprimé sa désapprobation envers celui-ci.